# Francisco Aura Jorro
Francisco Aura Jorro (* 20. Jh.) ist ein spanischer Altphilologe (Gräzist) und Mykenologe.
Francisco Aura Jorro hatte eine ordentliche Professur für griechische Sprache und Literatur an der Universität Alicante inne und ist als leitender Bearbeiter des Diccionario Micénico hervorgetreten, eines griechisch-spanischen Wörterbuchs, das erstmals nach dem Mycenaeae Graecitatis Lexicon (1963) von Anna Morpurgo Davies umfassend den gesamten lexikalischen Bestand des mykenischen Griechisch (Linear B) samt Nachweis der Interpretationen erfasst. Das Diccionario Micénico ist ein abgeschlossenes Teilprojekt des Diccionario Griego-Español, das unter der Gesamtleitung von Francisco Rodríguez Adrados entsteht. Eine zweite Auflage ist in Vorbereitung.
Aura Jorro ist inzwischen emeritiert.

## Schriften (Auswahl)
- Diccionario Micénico, Volumen I [A–N]. Redactado por Francisco Aura Jorro bajo la dirección de Francisco Rodríguez Adrados (Diccionario Griego-Español, Anejo I). Madrid, CSIC, 1985, ISBN 84-00-06128-4, (Auszüge online).
- Diccionario Micénico, Volumen II [O–Z]. Redactado por Francisco Aura Jorro bajo la dirección de Francisco Rodríguez Adrados (Diccionario Griego-Español, Anejo II). Madrid, CSIC, 1993, ISBN 84-00-07327-4
- mit Alberto Bernabe, Eugenio R. Luján, Juan Piquero, Carlos Varias García: Suplemento al diccionario micénico. Madrid, Consejo Superior de Investigaciones Científicas, 2020.